# Ōki
Ōki (大木町?) è una cittadina giapponese della prefettura di Fukuoka.